# جو کسیدی
جوزف "جو" کسیدی (به انگلیسی: Joseph "Joe" Cassidy) (زاده ۳۰ ژوئیه ۱۸۷۲) بازیکن فوتبال اهل اسکاتلند بود که در پست مهاجم بازی می‌کرد. او فوتبالش را از باشگاه‌های مادرول و بلیث آغاز کرد و در سال ۱۸۹۳ به نیوتون هیث منتقل شد. بعد از ۲ ماه و انجام ۴ بازی برای نیوتون هیث، به سلتیک پیوست. در ۱۸۹۵ به نیوتون هیث برگشت. بعد از چند فصل بازی در این تیم کسیدی به منچستر سیتی و بعد از آن به میدلزبورو رفت. آخرین باشگاه او ورکینگتون بود.